# 영흥대교
영흥대교(靈興大橋)는 인천광역시 옹진군 영흥도(영흥면 내리)와 선재도(영흥면 선재리)를 연결하는 길이 1.25 km의 왕복 2차선 다리이다. 한국남동발전에서 건설해 인천광역시에 기부채납하였다.
이 다리는 영흥화력발전소의 건설과 영흥면 주민의 교통 편의를 목적으로 대부고교 교차로부터 영흥에너지파크까지 건설된 총 16 km 길이의 영흥 연륙도로(영흥화력발전소 진입도로)에서 가장 중요한 시설이며, 이 도로는 영흥도와 선재도를 영흥대교로, 선재도와 대부도를 선재대교로 각각 연결하고 있다.

## 갤러리
- 도로 (2024년 11월)
- 도로 (2024년 11월)
- 전경 (2024년 11월)

## 같이 보기
- 영흥도
- 선재도
- 선재대교
- 영흥화력발전소
- 한국남동발전
- 교동대교
- 사장교
- 영흥로